# De corazón a corazón... Mariachi Tango
De Corazón a Corazón... Mariachi Tango es la producción número 30 de Aída Cuevas. Fue lanzado el 23 de marzo de 2010 en versión digital y CD. Este disco fue ganador en el Latin GRAMMY 2010 al mejor álbum en la categoría "Mejor álbum de Tango". Un disco donde plasma la fusión de dos grandes géneros de América Latina: el Mariachi y el Tango. Producido por su hijo, el productor mexicano Rodrigo Cuevas, tiene una duración de 43 minutos a lo largo de 10 temas y cuenta con la participación de músicos mexicanos y argentinos, entre los que destacan "Coco" Potenza y César Olguín en el bandoneón ambos. Con arreglos del legendario Jesús "Chucho" Ferrer y Miguel Villicaña. El disco se ha hecho ganador a varios discos de oro.

## Contenido Musical
| Version Normal |                  |              |          |  |
| N.º            | Título           | Escritor(es) | Duración |  |
| 1.             | «Por una Cabeza» | Desconocido  | 3:01     |  |
| 2.             | «Volver»         | Desconocido  | 2:27     |  |
| 3.             | «Cuesta Abajo»   | Desconocido  | 3:34     |  |
| 4.             | «Charlemos»      | Desconocido  | 2:36     |  |
| 5.             | «Nostalgias»     | Desconocido  | 4:31     |  |
| 6.             | «Los Mareados»   | Desconocido  | 4:02     |  |
| 7.             | «Pasional»       | Desconocido  | 3:15     |  |
| 8.             | «Uno»            | Desconocido  | 2:45     |  |
| 9.             | «Sombras»        | Desconocido  | 3:12     |  |
| 10.            | «Ansiedad»       | Desconocido  | 3:33     |  |